# Chalcolepidius zonatus
Chalcolepidius zonatus là một loài bọ cánh cứng trong họ Elateridae. Loài này được Eschscholtz miêu tả khoa học năm 1829.

## Hình ảnh

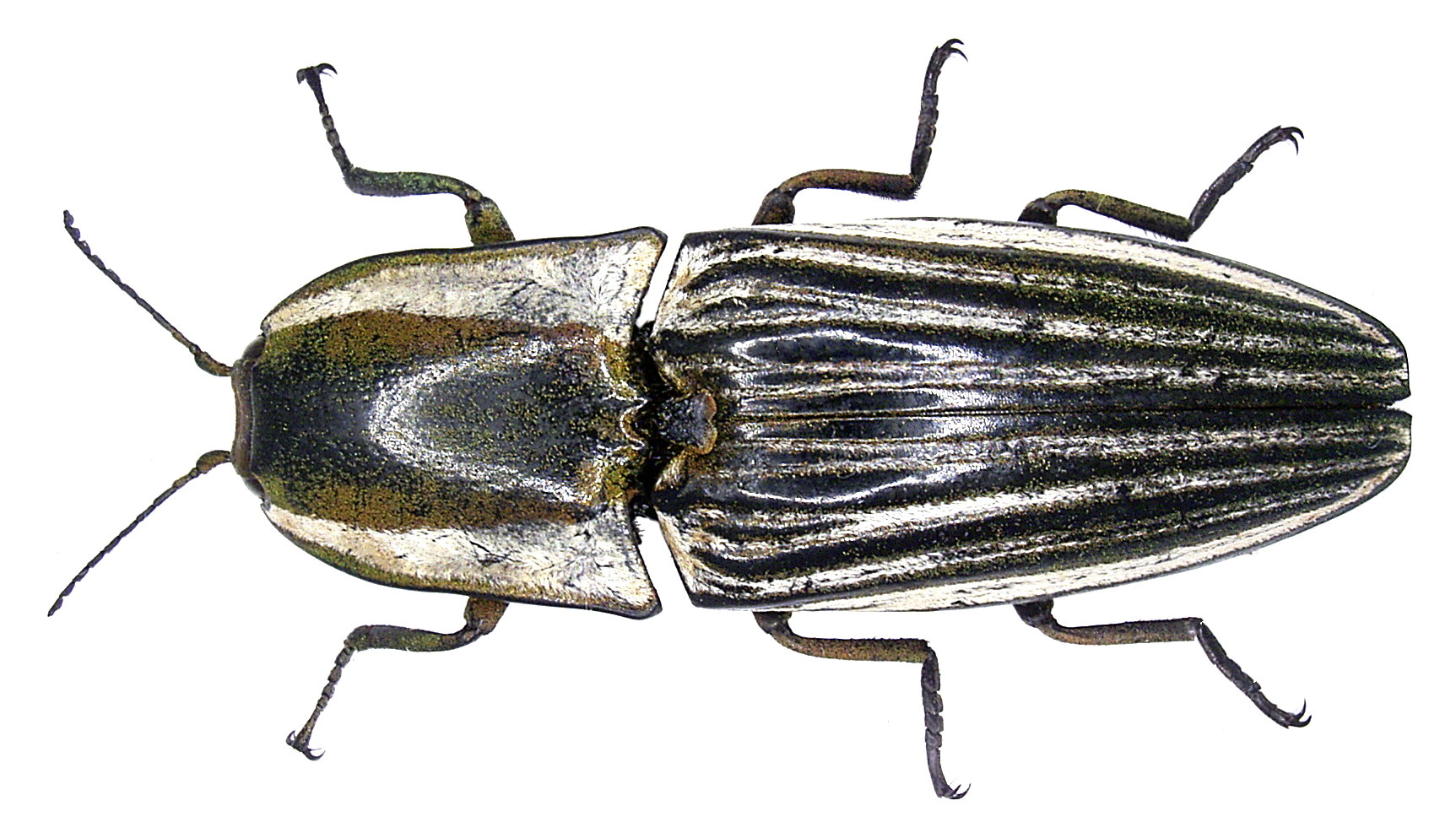